# Terry Crews
Terry Alan Crews (Flint, Michigan, 1968. július 30. –) amerikai színész, egykori NFL játékos.
Leginkább a Mindenki utálja Christ! amerikai vígjátéksorozatból ismerhetjük Julius szerepében, de jellegzetes alakja a Feketék fehéren című amerikai vígjátéknak is. A The Expendables – A feláldozhatók 1-3. részének híres akcióhős-szereplői között is látható.

## Színészi pályája előtt
Terry Flintben született (Michigan), szülei Terry Crews Sr. és Patricia Crews. A Flint Akadémiára járt, majd a Nyugat-Michigan-i Egyetemre. Tanulmányai teljesítése közben kiemelkedő tagja volt a WMU futball csapatnak, ahol rengeteg elismerést szerzett védőként. Terryt a 11. körben draftolta a NFL Los Angeles Rams csapata játékosnak, linebacker pozícióra. Sportkarrierje hét évig tartott, a Ramsnél, a Los Angeles Chargersnél, a Washington Football Teamnél és a Philadelphia Eaglesnél játszott.

## Filmkarrier
Miután 1997-ben visszavonult az NFL-ből, Los Angelesbe költözött, hogy megpróbálja a színészetet. Első szerepét a Battle Dome nevű amerikai tévésorozatban kapta 1999-ben, melyben erős fizikumú férfiak harcoltak egymás ellen. A nagy áttörést A hatodik napon című akció-thriller hozta meg számára, amiben többek között Arnold Schwarzeneggerrel szerepelt együtt. Ezt követően a tipikus félmeztelen, izmos férfit játszotta a Feketék Fehéren produkciójában. A Már megint péntek-ben Ice Cube és Mike Epps mellett szerepelt. Eközben Nike reklámszerepeket is elvállalt. A Mindenki utálja Christ! című sitcomban Julius Rock szerepét kapta.
Az amerikai rock zenekar, a Blink-182 Down című dalához készített videóklipben a rendőr szerepét játszotta.

### Old Spice - reklámok
Terry-t 2010-ben szerződtette le az Old Spice-reklámarcnak, ami nagyon jó marketingfogás volt. A reklámfilmek dinamikusak, Terry szinte folyton kiabál benne, ami azt sugározza, hogy a férfiak erősebbnek és férfiasabbnak fognak látszani, ha az Old Spice Danger Zone-t használják.

## Magánélete
Terrynek öt gyermeke van, négy lánya és egy fia. Az egyik lányával nevelőszülői viszonyban van, mert felesége előző kapcsolatából született. Felesége Rebecca King-Crews, akivel már 1990 óta élnek együtt.

## Filmográfia

### Film
| Év   | Magyar cím                               | Eredeti cím                                | Szerep                              | Magyar hang         | Rendező             |
| ---- | ---------------------------------------- | ------------------------------------------ | ----------------------------------- | ------------------- | ------------------- |
| 2000 | A hatodik napon                          | The 6th day                                | Vincent                             | Hankó Attila        | Roger Spottiswoode  |
| 2001 | Kiképzés                                 | Training Day                               | bandatag (statiszta)                |                     | Antoine Fuqua       |
| 2002 | Pereld a nőt!                            | Serving Sara                               | Vernon                              | Welker Gábor        | Reginald Hudlin     |
| 2002 | Már megint péntek                        | Friday After Next                          | Damon Pearly                        | ifj. Jászai László  | Marcus Raboy        |
| 2003 | A sógorok réme                           | Deliver Us From Eva                        | nagydarab pultos                    |                     | Gary Hardwick       |
| 2003 | A fehér csóka                            | Malibu's Most Wanted                       | 8 Ball                              | Bognár Tamás        | John Whitesell      |
| 2003 |                                          | Baadasssss!                                | Big T                               |                     | Mario Van Peebles   |
| 2004 | Flúgos járat                             | Soul Plane                                 | légi utaskísérő                     | Megyeri János       | Jessy Terrero       |
| 2004 | Starsky és Hutch                         | Starsky & Hutch                            | portás                              |                     | Todd Phillips       |
| 2004 | Feketék fehéren                          | White Chicks                               | Latrell Spencer                     | Schneider Zoltán    | Keenen Ivory Wayans |
| 2005 | Csontdaráló                              | The Longest Yard                           | Sajtburger Eddy                     | Rajkai Zoltán       | Peter Segal (1.)    |
| 2005 | Nehéz idők                               | Harsh Times                                | Darrell                             | Schneider Zoltán    | David Ayer (1.)     |
| 2006 | Alibi – ha hiszed, ha nem                | The Alibi                                  | Crazy Eight                         |                     | Matt Checkowski     |
| 2006 | Alibi – ha hiszed, ha nem                | The Alibi                                  | Crazy Eight                         | Kurt Mattila        |                     |
| 2006 | Távkapcs                                 | Click                                      | éneklő férfi az autóban             | eredeti nyelven     | Frank Coraci (1.)   |
| 2006 | Lúzer SC                                 | The Benchwarmers                           | Steven                              |                     | Dennis Dugan        |
| 2006 | Egészbe-tépve                            | Puff, Puff, Pass                           | Cool Crash Ice Killa                |                     | Mekhi Phifer        |
| 2006 | Hülyék Paradicsoma                       | Idiocracy                                  | Camacho elnök                       | Király Attila       | Mike Judge          |
| 2006 | Inland Empire                            | Inland Empire                              | férfi az utcán                      |                     | David Lynch         |
| 2007 | Norbit                                   | Norbit                                     | Nagy fekete Jack Latimore           | Galambos Péter      | Brian Robbins       |
| 2007 | Jó tanácsok bankrablóknak                | How to Rob a Bank                          | Degepse rendőr                      | Varga Gábor         | Andrews Jenkins     |
| 2007 |                                          | Who's Your Caddy?                          | Tank                                |                     | Don Michael Paul    |
| 2007 | Szerva itt, pofon ott                    | Balls of Fury                              | Freddy Wilson                       |                     | Robert Ben Garant   |
| 2008 | Az utca királyai                         | Street Kings                               | Terrence Washington                 | Varga Rókus         | David Ayer (2.)     |
| 2008 | Zsenikém – Az ügynök haláli              | Get Smart                                  | 91-es ügynök                        | Szűcs Sándor        | Peter Segal (2.)    |
| 2008 | A ZseniKém hősei elszabadultak!          | Get Smart's Bruce and Lloyd Out of Control | 91-es ügynök                        | Maday Gábor         | Gil Junger          |
| 2009 | Szex a neten                             | Middle Men                                 | James                               | Schneider Zoltán    | George Gallo        |
| 2009 | Terminátor: Megváltás                    | Terminator Salvation                       | Jericho kapitány                    | nem szólal meg      | McG                 |
| 2009 | Gamer – Játék a végsőkig                 | Gamer                                      | Hackman                             | Hankó Viktor        | Mark Neveldine      |
| 2009 | Gamer – Játék a végsőkig                 | Gamer                                      | Hackman                             | Hankó Viktor        | Brian Taylor        |
| 2010 | The Expendables – A feláldozhatók        | The Expendables                            | Hale Caesar                         | Galambos Péter      | Sylvester Stallone  |
| 2010 | Lottószelvény                            | Lottery Ticket                             | Jimmy                               | Barabás Kiss Zoltán | Erik White          |
| 2011 | Koszorúslányok                           | Bridesmaids                                | kiképzőtábor instruktora (cameo)    | Király Attila       | Paul Feig           |
| 2012 | The Expendables – A feláldozhatók 2.     | The Expendables 2                          | Hale Caesar                         | Galambos Péter      | Simon West          |
| 2013 | Horrorra akadva 5.                       | Scary Movie 5                              | Martin Jacobs                       | Maday Gábor         | Malcolm D. Lee      |
| 2013 | Derült égből fasírt 2. – A második fogás | Cloudy with a Chance of Meatballs 2        | Earl Devereaux (hangja)             | Szabó Győző         | Cody Cameron        |
| 2013 | Derült égből fasírt 2. – A második fogás | Cloudy with a Chance of Meatballs 2        | Earl Devereaux (hangja)             | Szabó Győző         | Kris Pearn (1.)     |
| 2014 |                                          | VeggieTales: Celery Night Fever            | Bruce Onion / Terry Turnip (hangja) |                     | Mike Nawrocki       |
| 2014 | Facér mamik klubja                       | The Single Moms Club                       | Branson                             | Barabás Kiss Zoltán | Tyler Perry         |
| 2014 | Érj el!                                  | Reach Me                                   | Wilson                              | Bognár Tamás        | John Herzfeld       |
| 2014 | Újoncok napja                            | Draft Day                                  | Earl Jennings                       | Galambos Péter      | Ivan Reitman        |
| 2014 | Kavarás                                  | Blended                                    | Nickens                             | Kálid Artúr         | Frank Coraci (2.)   |
| 2014 | The Expendables – A feláldozhatók 3.     | The Expendables 3                          | Hale Caesar                         | Galambos Péter      | Patrick Hughes      |
| 2015 | Nevetséges hatos                         | The Ridiculous 6                           | Chico                               |                     | Frank Coraci (3.)   |
| 2017 | Sandy Wexler                             | Sandy Wexler                               | Bobby Barnes                        |                     | Steven Brill        |
| 2017 |                                          | Where's the Money                          | Leon                                |                     | Scott Zabielski     |
| 2018 | Bocs, hogy zavarom                       | Sorry to Bother You                        | Sergio Green                        | Király Attila       | Boots Riley         |
| 2018 | Deadpool 2.                              | Deadpool 2                                 | Jesse Aaronson / Bedlam             | Kálid Artúr         | David Leitch        |
| 2020 | John Henry                               | John Henry                                 | John Henry                          |                     | Will Forbes         |
| 2020 | A Willoughby testvérek kalandjai         | The Willoughbys                            | Melanoff parancsnok (hangja)        | Törköly Levente     | Kris Pearn (2.)     |
| 2021 | Szörnyviadal                             | Rumble                                     | csápos (hangja)                     | Szabó Győző         | Hamish Grieve       |
| 2024 | Ölj meg, ha tudsz!                       | The Killer's Game                          | Lovedahl                            | Maday Gábor         | J. J. Perry         |

### Televízió
| Év        | Magyar cím                      | Eredeti cím                          | Szerep                                    | Megjegyzések                                                |
| --------- | ------------------------------- | ------------------------------------ | ----------------------------------------- | ----------------------------------------------------------- |
| 1999      |                                 | Battle Dome                          | T-Money                                   | 1 epizód                                                    |
| 2000      |                                 | WCW Monday Nitro                     | T-Money                                   | 3 epizód                                                    |
| 2002      | A körzet                        | The District                         | Atticus király                            | 1 epizód                                                    |
| 2004      | CSI: Miami helyszínelők         | CSI: Miami                           | Craig Waters                              | 1 epizód                                                    |
| 2005      | Életem értelmei                 | My Wife and Kids                     | Daryl                                     | 1 epizód                                                    |
| 2005      |                                 | All of Us                            | Parker                                    | 1 epizód                                                    |
| 2005–2007 | A kertvárosi gettó              | The Boondocks                        | több szereplő hangja                      | 3 epizód                                                    |
| 2005–2009 | Mindenki utálja Christ          | Everybody Hates Chris                | Julius Rock                               | 88 epizód                                                   |
| 2009      |                                 | Casseta & Planeta, Urgente!          | önmaga                                    | 1 epizód                                                    |
| 2010–2011 |                                 | The Family Crews                     | önmaga                                    | 17 epizód                                                   |
| 2010–2012 |                                 | Are We There Yet?                    | Nick Kingston-Persons                     | 73 epizód                                                   |
| 2011–2014 | Amerikai fater                  | American Dad!                        | Heinrich Brown / egyéb szereplők (hangja) | 2 epizód                                                    |
| 2012      | Híradósok                       | The Newsroom                         | Lonny Church                              | 5 epizód                                                    |
| 2012      |                                 | Stars Earn Stripes                   | önmaga                                    | versenyző                                                   |
| 2013      |                                 | Real Husbands of Hollywood           | önmaga                                    | 1 epizód                                                    |
| 2013      |                                 | Second Generation Wayans             | Mike Williams                             | 1 epizód                                                    |
| 2013      | Az ítélet: család               | Arrested Development                 | Herbert Love                              | 5 epizód                                                    |
| 2013      |                                 | Hollywood Game Night                 | önmaga                                    | versenyző                                                   |
| 2013      | A Pókember elképesztő kalandjai | Ultimate Spider-Man                  | Penge (hangja)                            | 2 epizód                                                    |
| 2013      | Parkműsor                       | Regular Show                         | Brock Stettman (hangja)                   | 1 epizód                                                    |
| 2013–2014 | Tömény történelem               | Drunk History                        | Joe Louis / Donald DeFreeze               | 2 epizód                                                    |
| 2013–2021 | Brooklyn 99 – Nemszázas körzet  | Brooklyn Nine-Nine                   | Terry Jeffords                            | - főszereplő - magyar hangja: - Sarádi Zsolt - Bognár Tamás |
| 2014      | Hulk és a Z.Ú.Z.D.A. ügynökei   | Hulk and the Agents of S.M.A.S.H.    | Penge (hangja)                            | 1 epizód                                                    |
| 2014–2015 |                                 | Who Wants to Be a Millionaire?       | önmaga (házigazda)                        | 176 epizód                                                  |
| 2015–2020 | Szezám utca                     | Sesame Street                        | önmaga                                    | 2 epizód                                                    |
| 2015–2016 | Playback párbaj                 | Lip Sync Battle                      | önmaga                                    | 2 epizód                                                    |
| 2017      |                                 | Good Game                            | önmaga                                    | 2 epizód                                                    |
| 2017      |                                 | Ultimate Beastmaster                 | önmaga (házigazda)                        | 10 epizód                                                   |
| 2017      |                                 | Do You Want to See a Dead Body?      | önmaga                                    | 1 epizód                                                    |
| 2018      |                                 | Portlandia                           | A határőrség embere                       | 1 epizód                                                    |
| 2018–     | Vadócok                         | Craig of the Creek                   | Duane Williams (hangja)                   | - főszereplő - magyar hangja: - Bognár Tamás                |
| 2019–2020 |                                 | America's Got Talent: The Champions  | önmaga (házigazda)                        |                                                             |
| 2019–     | America’s Got Talent            | America’s Got Talent                 | önmaga (házigazda)                        | 14. évadtól                                                 |
| 2019      |                                 | Family Feud                          | önmaga                                    | 1 epizód                                                    |
| 2020      |                                 | Lego Masters                         | önmaga                                    | 1 epizód                                                    |
| 2020      |                                 | Helpsters                            | csodálatos Atticus                        | 1 epizód                                                    |
| 2020      |                                 | Mapleworth Murders                   | Yoda                                      | 1 epizód                                                    |
| 2021      | Másodállás kerestetik           | Side Hustle                          | Nedward                                   | 1 epizód                                                    |
| 2022      |                                 | That's My Jam                        | önmaga                                    | 1 epizód                                                    |
| 2022      |                                 | America's Got Talent: Extreme        | önmaga (házigazda)                        |                                                             |
| 2022      | Űrhadosztály                    | Space Force                          | A légierő új parancsnoka                  |                                                             |
| 2022      |                                 | Tales of the Walking Dead            | Joe                                       | - 1 epizód - magyar hangja: - Bognár Tamás                  |
| 2023      |                                 | America's Got Talent: All-Stars      | önmaga (házigazda)                        |                                                             |
| 2023      |                                 | Hot Wheels: Ultimate Challenge       | önmaga                                    | 1 epizód                                                    |
| 2024      |                                 | America's Got Talent: Fantasy League | önmaga (házigazda)                        |                                                             |
| 2024      |                                 | Everybody Still Hates Chris          | Julius Rock (hangja)                      | főszereplő                                                  |
| 2024      |                                 | Studio C                             | több szereplő                             | 1 epizód                                                    |